# Edward Weston (Chemiker)

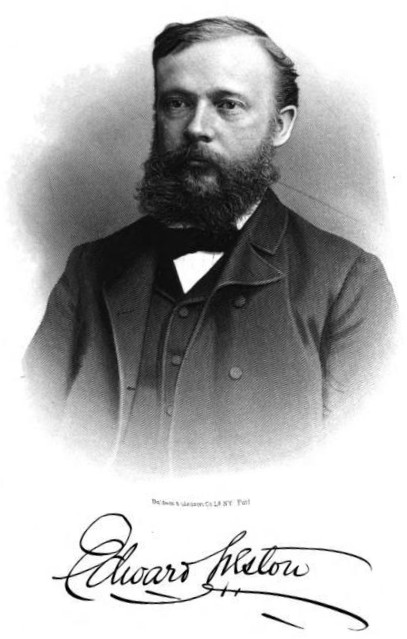
Edward Weston

Edward Weston (* 9. Mai 1850 in Oswestry, England; † 20. August 1936 in Montclair, New Jersey, USA) war ein Chemiker, der sich in der Galvanotechnik hervortat und unter anderem das Weston-Normalelement erfand.

## Leben
Seine Eltern waren Edward Weston und Margaret, geborene Jones. Während seines Medizinstudiums entwickelte er ein Interesse für Chemie. Nachdem er 1870 sein Medizindiplom erworben hatte, emigrierte er in die USA, wo er einen Job in der Galvanotechnik-Industrie fand.
1871 heiratete er Wilhelmina Seidel aus Blankenheim (Landkreis Mansfeld-Südharz), mit der er zwei Kinder (Edward Faraday Weston) hatte.
1876 erhielt er ein Patent auf einen Gleichstromgenerator und gründete im folgenden Jahr in New Jersey die Weston Dynamo Electric Machine Company, das erste Unternehmen in den Vereinigten Staaten, das ausschließlich derartige Geräte herstellte. Zur Ausdehnung des Geschäfts entwickelte er dann Dynamos für Kohle-Bogenleuchten. Die Firma wurde umbenannt in Weston Electric Light Company und erhielt den Auftrag zur Illumination der Brooklyn Bridge. Etwa zu dieser Zeit entwickelte er unabhängig von Thomas Alva Edison eine für den Dauereinsatz brauchbare Glühlampe mit einem Kohlefaden.
Er mixte die Widerstandslegierungen Konstantan und Manganin, entwickelte Messinstrumente und gründete 1888 die Weston Electrical Instrument Corporation.
Er ersann eine Methode zur Produktion von echten Permanentmagneten und entwickelte einen magnetischen Tachometer.
- 1888 verbesserte er konstruktiv den Aufbau des Galvanometers und patentierte die noch heute in übliche Bauform des Drehspulmesswerks zum Messen von elektrischen Strömen.[1]
- 1893 erhielt er ein Patent[2] auf seine Erfindung, die als Weston-Normalelement bekannt wurde. Dieses diente zum Kalibrieren von Spannungsmessgeräten[3] und wurde in Deutschland 1905 und international 1908 als Normalelement festgelegt,[4] d. h. als Vergleichsspannungsquelle zur praktischen Ermittlung eines Volts bestimmt. 1884 hatte Weston schon ein Patent auf eine hermetisch verschlossene Variante des Clark-Normalelements erhalten.[5]
- 1923 wurde er US-Staatsbürger.
- 1932 wurde ihm die IEEE Lamme Medal verliehen.

Insgesamt hielt er 309 US-Patente.